# William Petersen
William Louis Petersen (* 21. února 1953, Evanston, Illinois) je americký herec, nejlépe známý díky roli Gila Grissoma v seriálu Kriminálka Las Vegas.

## Životopis
William Petersen je nejmladší z šesti dětí rodičů pracujících v nábytkářství. Má dánské a německé předky. Původně chtěl být profesionálním hráčem amerického fotbalu, ale když nedostal stipendium, tak nasměroval svůj zájem na herectví. Na univerzitě začal chodit do kurzů herectví, což změnilo jeho život. Začal hrát v divadle. Po studiu na universitě, se Billy (spolu s manželkou Joanne) přestěhoval do Španělska, kde účinkoval v Shakespearových hrách. Ve Španělsku projevil zájem o baskickou kulturu. Jeho největší filmovou rolí byl Will Graham ve filmu Červený drak. Ačkoli se objevil v mnoha filmech, největší úspěch mu přinesl až Gil Grissom v seriálu Kriminálka Las Vegas.
V roce 1974 se oženil s Joanne Brady, se kterou má dceru Maite Nereu (ta už mu dala i vnuka Mazrika Williama). Se svou první ženou se v roce 1981 rozvedl. V roce 2003 si vzal svou dlouholetou přítelkyni, učitelkou biologie Ginu Cirone.
Mluví anglicky, španělsky a baskicky.

## Divadlo

### Remains Theatre
- Indulgences in a Louisville Harem
- Sixty Six Scenes of Halloween
- The Tooth of Crime .... Hoss (nominace na cenu Josepha Jeffersona)
- Balm in Gilead .... Joe Conroy
- Moby Dick .... Ahab
- A Class "C" Trial in Yokahama
- Big Time .... Paul
- Americký bizon .... Teach
- Once in Doubt .... Malíř
- The Chicago Conspiracy Trial
- Čekání na Godota
- The Time of Your Life .... Joe
- Farmyard
- TrapsTraps

### Steppenwolf Theatre Company
- Balm in Gilead .... Joe Conroy
- Fool for Love .... Eddie
- A Dublin Carol .... John Plunkett
- Endgame .... Nagg

### Goodman Theatre
- Gardenia .... ???
- The Time of Your Life .... Joe
- Glengarry Glen Ross .... James Lingk
- The Night of the Iguana .... Reverend Shannon

### Victory Gardens Theatre
- Dillinger .... John Dillinger
- Towards the Morning
- Flyovers .... Ted
- Blackbird .... Ray (Jeff Awards za Nejlepšího herce v hlavní roli)

### Wisdom Bridge Theatre
- Canticle of the Sun .... ???
- The Belly of the Beast .... Jack Henry Abbott (Cena Josepha Jeffersona za Nejlepšího herce)
- Speed the Plow .... Bobby Gould

### Další divadelní práce
- Darkness at Noon (1976), Chicagská scéna
- Tramvaj do stanice Touha .... Stanley Kowalski, Stratford Festival of Canada, Stratford, Ontario, Canada, 1981
- Days and Nights Within .... Vyšetřovatel, Organic Theatre
- Puntila and His Hired Mano .... Matti, Organic Theatre
- Speed the Plow .... Bobby Gould, Kennedy Center in D.C.
- The Night of the Iguana .... Reverend Shannon, Roundabout Theatre v New Yorku
- A Dublin Carol .... John Plunkett, Trinity Reportory Company (Providence)
- Večer tříkralový aneb Cokoli chcete .... ???, Illinois Shakespeare Festival
- Jak se vám líbí .... ???, Illinois Shakespeare Festival

## Filmografie
| Rok       | Film/seriál                                                | Role                        | Poznámky |
| --------- | ---------------------------------------------------------- | --------------------------- | --- |
| 1981      | Zloděj                                                     | barman v Katz a Jammer      | |
| 1985      | Žít a zemřít v L. A.                                       | Richard Chance              | |
| 1986      | Červený drak                                               | Will Graham                 | |
| 1987      | Long Gone                                                  | Cecil 'Stud' Cantrell       | |
| 1987      | Tichý protest                                              | Russell                     | |
| 1989      | Příbuzní                                                   | Tom Hardy                   | |
| 1990      | The Kennedys of Massachusetts                              | Joseph P. Kennedy           | |
| 1990      | Mladé pušky II                                             | Patrick Floyd 'Pat' Garrett | |
| 1991      | Těžko splnitelné sliby                                     | Joey                        | |
| 1992      | Náš milý nebožtík                                          | Frank Scanlan               | |
| 1992      | Nechci už zpátky                                           | Joe Starling                | |
| 1993      | Curacao                                                    | Stephen Guerin              | |
| 1993      | Return to Lonesome Dove                                    | Gideon Walker               | |
| 1995      | Padlí andělé                                               | George                      | 1 epizoda |
| 1995      | Present Tense, Past Perfect                                | Jack                        | |
| 1995      | In the Kingdom of the Blind, the Man with One Eye Is Kings | Tony C.                     | |
| 1996      | Boss                                                       | Jack Flynn                  | neobjevil se v titulcích |
| 1996      | Milenec nebo vrah                                          | Steve Walker                | |
| 1996      | Krakatice                                                  | Whip Dalton                 | |
| 1997      | Dvanáct rozhněvaných mužů                                  | porotce                     | |
| 1998      | Gunshy                                                     | Jake Bridges                | |
| 1998      | Schody                                                     | Jaud                        | |
| 1998      | The Rat Pack                                               | John F. Kennedy             | |
| 1999      | Kiss the Sky                                               | Jeff                        | |
| 2000      | Lebky                                                      | Ames Levritt                | |
| 2000      | Kandidáti                                                  | Jack Hathaway               | |
| 2000–2013 | Kriminálka Las Vegas                                       | Gilbert 'Gil' Grissom       | 196 epizod nominace na Zlatý glóbus v kategorii Nejlepší herec v dramatickém seriálu 3x nominace na cenu Emmy v kategorii Nejlepší herec v dramatickém seriálu |
| 2001      | Přístav                                                    | Jackson Connolly            | |
| 2007      | Beze stopy                                                 | Gilbert 'Gil' Grissom       | 1 epizoda |
| 2011      | Oddělen                                                    | Sarge                       | |
| 2012      | Seeking a Friend for the End of the World                  | Glenn                       | |
| 2013      | Blue                                                       | Mitch                       | 1 epizoda |
| 2013      | To Appomattox                                              | William Tecumseh Sherman    | 8 epizod |
| 2021      | CSI: Vegas                                                 | Gilbert 'Gil' Grissom       | 10 epizod |